# Benešovská hasičská liga
Benešovská hasičská liga (obvykle uváděna se zkratkou BNL) je každoročně pořádaná série závodů v požárním útoku. „Nultý“ ročník ligy se konal v roce 2008. V posledních letech se ročně pořádá přibližně 10 soutěží. Sezona je slavnostně zakončena závěrečným vyhlášením.
Držitelem současného rekordu v kategorii mužů je Bezděkov pod Třemšínem s časem 16,28 sekund. V kategorii žen drží rekord družstvo Martomice s časem 16,17 sekund.

## Pravidla soutěže
Pravidla BNL vychází se Směrnice hasičských sportovních soutěží pro muže a ženy, avšak jsou zde oproti těmto pravidlům (podobně jako u jiných ligových soutěží) určité změny.
Jednotlivých soutěží se mohou zúčastnit všechna družstva z celé ČR i ze zahraničí. Družstvo si smí vypůjčit jednoho závodníka z jiného družstva, pokud závodník již není takto zapůjčen do jiného (třetího) družstva.
Muži běhají obvykle na 3B (hadice), ženy na 2B. Dráha může být zkrácena v kategorii mužů na 2B (soutěž v Daměnicích). Soutěže jsou obvykle denní, v Jankově (v některých ročnících také v Křivsoudově a Načeradci) se tradičně konají soutěže noční. Družstva získávají body za umístění v základní části jednotlivých soutěží. Družstvo, které získá v průběhu ročníku nejvíce bodů, je vyhlášeno mistrem ligy. Do celkového hodnocení na konci sezony jsou započítána jen družstva, která se zúčastní 5 soutěží v daném ročníku.
Na konci denních soutěží se zúčastní 4 družstva z každé kategorie tzv. rozstřelu. Muži zde mají zkrácenou dráhu (2B). Vítěz rozstřelu v dané kategorii získá zvláštní cenu. Výsledek rozstřelu nemá již žádný vliv na celkové hodnocení.
V roce 2018 byla oficiálně zavedena kategorie PS 12, ve které mohou mezi sebou soutěžit družstva s neupraveným strojem. Kategorie byla zavedena pro muže i ženy, ale v kategorii žen žádné družstvo nesplnilo podmínku pro započítání do celkového hodnocení (účast).

### Bodová klasifikace
Současný bodovací systém (shodný s velkou částí jiných ligových soutěží) byl obnoven v sezoně 2018.
| Pořadí          | 1. | 2. | 3. | 4. | 5. | 6. | 7. | 8. | 9. | 10. | 11. | 12. | 13. | 14. | 15. | 16. |
| Body            | 20 | 17 | 15 | 13 | 11 | 10 | 9  | 8  | 7  | 6   | 5   | 4   | 3   | 2   | 1   | 0   |
| Kategorie žen   |    |    |    |    |    |    |    |    |    |     |     |     |     |     |     |     |
| Pořadí          | 1. | 2. | 3. | 4. | 5. | 6. | 7. | 8. |    |     |     |     |     |     |     |     |
| Body            | 10 | 8  | 6  | 4  | 3  | 2  | 1  | 0  |    |     |     |     |     |     |     |     |
| Kategorie PS 12 |    |    |    |    |    |    |    |    |    |     |     |     |     |     |     |     |
| Pořadí          | 1. | 2. | 3. | 4. |    |    |    |    |    |     |     |     |     |     |     |     |
| Body            | 4  | 2  | 1  | 0  |    |    |    |    |    |     |     |     |     |     |     |     |

V sezonách 2015 až 2017 se používal změněný bodovací systém, s rovnoměrnějšími bodovými rozdíly mezi příčkami. Zároveň byla hodnocena také družstva na nižších příčkách:
| Kategorie mužů | Kategorie mužů | Kategorie mužů | Kategorie mužů | Kategorie mužů | Kategorie mužů | Kategorie mužů | Kategorie mužů | Kategorie mužů | Kategorie mužů | Kategorie mužů | Kategorie mužů | Kategorie mužů | Kategorie mužů | Kategorie mužů | Kategorie mužů | Kategorie mužů | Kategorie mužů | Kategorie mužů | Kategorie mužů | Kategorie mužů |
| -------------- | -------------- | -------------- | -------------- | -------------- | -------------- | -------------- | -------------- | -------------- | -------------- | -------------- | -------------- | -------------- | -------------- | -------------- | -------------- | -------------- | -------------- | -------------- | -------------- | -------------- |
| Pořadí         | 1.             | 2.             | 3.             | 4.             | 5.             | 6.             | 7.             | 8.             | 9.             | 10.            | 11.            | 12.            | 13.            | 14.            | 15.            | 16.            | 17.            | 18.            | 19.            | 20.            |
| Body           | 25             | 23             | 21             | 19             | 17             | 15             | 14             | 13             | 12             | 11             | 10             | 9              | 8              | 7              | 6              | 5              | 4              | 3              | 2              | 1              |
| Kategorie žen  |                |                |                |                |                |                |                |                |                |                |                |                |                |                |                |                |                |                |                |                |
| Pořadí         | 1.             | 2.             | 3.             | 4.             | 5.             | 6.             | 7.             | 8.             | 9.             | 10.            | 11.            | 12.            |                |                |                |                |                |                |                |                |
| Body           | 15             | 13             | 11             | 9              | 8              | 7              | 6              | 5              | 4              | 3              | 2              | 1              |                |                |                |                |                |                |                |                |

Do roku 2017 získávalo každé družstvo, které dokončilo pokus, alespoň 1 bod. V roce 2018 bylo toto pravidlo zrušeno.

## Přehled vítězství

### Muži
| Přehled vítězů jednotlivých ročníků (muži) | Přehled vítězů jednotlivých ročníků (muži) | Přehled vítězů jednotlivých ročníků (muži) | Přehled vítězů jednotlivých ročníků (muži) |
| Ročník                                     | Vítěz                                      | 2. místo                                   | 3. místo                                   |
| ------------------------------------------ | ------------------------------------------ | ------------------------------------------ | ------------------------------------------ |
| 2008                                       | Louňovice A                                | Načeradec                                  | Bystřice A                                 |
| 2009                                       | Načeradec                                  | Zdislavice A                               | Zdislavice B                               |
| 2010                                       | Jankov                                     | Daměnice                                   | Chářovice A                                |
| 2011                                       | Radětice                                   | Chářovice A                                | Načeradec                                  |
| 2012                                       | Jankov                                     | Chářovice A                                | Radětice                                   |
| 2013                                       | Chářovice A                                | Radětice                                   | Zdislavice                                 |
| 2014                                       | Zdislavice A                               | Bezděkov p. Tř.                            | Jankov                                     |
| 2015                                       | Sloup                                      | Chářovice B                                | Daměnice                                   |
| 2016                                       | Zdislavice A                               | Chářovice B                                | Daměnice                                   |
| 2017                                       | Radětice                                   | Dalovy                                     | Špona Chářovice                            |
| 2018                                       | Jankov                                     | Špona Chářovice                            | Drahňovice                                 |
| 2019                                       | Špona Chářovice                            | Daměnice                                   | Tomice                                     |
| 2020                                       | Tomice                                     | Drahňovice                                 | Daměnice                                   |
| 2021                                       | Sedlčany                                   | Zdislavice A                               | Daměnice                                   |
| 2022                                       | Daměnice                                   | Bezděkov p. Tř.                            | Zdislavice                                 |
| 2023                                       | Bezděkov p. Tř.                            | Špona Chářovice                            | Drahňovice                                 |
| 2024                                       | Daměnice                                   | Nalžovice                                  | Tomice                                     |

| Pořadí družstev mužů podle umístění v celkové klasifikaci | Pořadí družstev mužů podle umístění v celkové klasifikaci | Pořadí družstev mužů podle umístění v celkové klasifikaci | Pořadí družstev mužů podle umístění v celkové klasifikaci | Pořadí družstev mužů podle umístění v celkové klasifikaci |
| Poř.                                                      | Družstvo                                                  | Zlatá medaile                                             | Stříbrná medaile                                          | Bronzová medaile                                          |
| --------------------------------------------------------- | --------------------------------------------------------- | --------------------------------------------------------- | --------------------------------------------------------- | --------------------------------------------------------- |
| 1.                                                        | Jankov                                                    | 3                                                         | 0                                                         | 1                                                         |
| 2.                                                        | Špona Chářovice (dříve Chářovice A)                       | 2                                                         | 4                                                         | 2                                                         |
| 3.                                                        | Daměnice                                                  | 2                                                         | 2                                                         | 4                                                         |
| 4.                                                        | Zdislavice A                                              | 2                                                         | 2                                                         | 2                                                         |
| 5.                                                        | Radětice                                                  | 2                                                         | 1                                                         | 1                                                         |
| 6.                                                        | Bezděkov. p. Třemšínem                                    | 1                                                         | 2                                                         | 0                                                         |
| 7.                                                        | Načeradec                                                 | 1                                                         | 1                                                         | 1                                                         |
| 8.                                                        | Tomice                                                    | 1                                                         | 0                                                         | 2                                                         |
| 9.–10.                                                    | Sloup                                                     | 1                                                         | 0                                                         | 0                                                         |
| 9.–10.                                                    | Louňovice A                                               | 1                                                         | 0                                                         | 0                                                         |
| 11.                                                       | Sedlčany                                                  | 1                                                         | 0                                                         | 0                                                         |
| 12.                                                       | Chářovice B                                               | 0                                                         | 2                                                         | 0                                                         |
| 13.                                                       | Drahňovice                                                | 0                                                         | 1                                                         | 2                                                         |
| 14.–15.                                                   | Dalovy                                                    | 0                                                         | 1                                                         | 0                                                         |
| 14.–15.                                                   | Nalžovice                                                 | 0                                                         | 1                                                         | 0                                                         |
| 16.–17.                                                   | Bystřice A                                                | 0                                                         | 0                                                         | 1                                                         |
| 16.–17.                                                   | Zdislavice B                                              | 0                                                         | 0                                                         | 1                                                         |

| Pořadí družstev mužů podle vítězství v závodech | Pořadí družstev mužů podle vítězství v závodech | Pořadí družstev mužů podle vítězství v závodech | Pořadí družstev mužů podle vítězství v závodech | Pořadí družstev mužů podle vítězství v závodech |
| Poř.                                            | Družstvo                                        | Zlatá medaile                                   | Stříbrná medaile                                | Bronzová medaile                                |
| ----------------------------------------------- | ----------------------------------------------- | ----------------------------------------------- | ----------------------------------------------- | ----------------------------------------------- |
| 1.                                              | Špona Chářovice (dříve Chářovice A)             | 27                                              | 17                                              | 9                                               |
| 2.                                              | Jankov                                          | 24                                              | 5                                               | 7                                               |
| 3.                                              | Zdislavice A                                    | 16                                              | 15                                              | 11                                              |
| 4.                                              | Bezděkov p. Třemšínem                           | 12                                              | 6                                               | 4                                               |
| 5.                                              | Drahňovice                                      | 12                                              | 3                                               | 9                                               |
| 6.                                              | Daměnice                                        | 11                                              | 15                                              | 16                                              |
| 7.                                              | Radětice                                        | 7                                               | 10                                              | 7                                               |
| 8.                                              | Tomice A                                        | 4                                               | 10                                              | 17                                              |
| 9.                                              | Načeradec                                       | 3                                               | 5                                               | 5                                               |
| 10.                                             | Chářovice B                                     | 3                                               | 2                                               | 8                                               |
| 11.                                             | Malovice                                        | 2                                               | 6                                               | 5                                               |
| 12.                                             | Louňovice A                                     | 2                                               | 1                                               | 5                                               |
| 13.                                             | Krotějov Sport                                  | 2                                               | 1                                               | 1                                               |
| 14.–15.                                         | Louňovice B                                     | 2                                               | 0                                               | 0                                               |
| 14.–15.                                         | Nahoruby                                        | 2                                               | 0                                               | 0                                               |
| 16.                                             | Sloup                                           | 1                                               | 5                                               | 1                                               |
| 17.                                             | Nalžovice                                       | 1                                               | 5                                               | 0                                               |
| 18.                                             | Dalovy A                                        | 1                                               | 4                                               | 6                                               |
| 19.                                             | Sedlčany                                        | 1                                               | 4                                               | 2                                               |
| 20.                                             | Ctiboř                                          | 1                                               | 3                                               | 5                                               |
| 21.                                             | Žďár                                            | 1                                               | 2                                               | 0                                               |
| 22.                                             | Stoklasná Lhota                                 | 1                                               | 1                                               | 0                                               |
| 23.–24.                                         | Sedmpány                                        | 1                                               | 0                                               | 1                                               |
| 23.–24.                                         | Dobronice                                       | 1                                               | 0                                               | 1                                               |
| 25.–27.                                         | Bystřice A                                      | 1                                               | 0                                               | 0                                               |
| 25.–27.                                         | Kalenice                                        | 1                                               | 0                                               | 0                                               |
| 25.–27.                                         | Olešnice                                        | 1                                               | 0                                               | 0                                               |

### Ženy
| Přehled vítězů jednotlivých ročníků (ženy) | Přehled vítězů jednotlivých ročníků (ženy) | Přehled vítězů jednotlivých ročníků (ženy) | Přehled vítězů jednotlivých ročníků (ženy) |
| Ročník                                     | Vítěz                                      | 2. místo                                   | 3. místo                                   |
| ------------------------------------------ | ------------------------------------------ | ------------------------------------------ | ------------------------------------------ |
| 2008                                       | Louňovice                                  | Všechlapy                                  | Načeradec                                  |
| 2009                                       | Načeradec                                  | Všechlapy                                  | Tomice A                                   |
| 2010                                       | Načeradec                                  | Daměnice                                   | Všechlapy                                  |
| 2011                                       | Radětice                                   | Daměnice                                   | Všechlapy                                  |
| 2012                                       | Daměnice                                   | Jankov                                     | Tomice A                                   |
| 2013                                       | Daměnice A                                 | Daměnice B                                 | Všechlapy                                  |
| 2014                                       | Daměnice A                                 | Daměnice B                                 | Jankov                                     |
| 2015                                       | Louňovice B                                | Daměnice                                   | Všechlapy                                  |
| 2016                                       | Zdislavice                                 | Louňovice B                                | Sloup                                      |
| 2017                                       | Zdislavice                                 | Malovice                                   | Načeradec                                  |
| 2018                                       | Daměnice                                   | Zdislavice                                 | Dalovy                                     |
| 2019                                       | Daměnice                                   | Malovice                                   | Martomice                                  |
| 2020                                       | Malovice                                   | Martomice                                  | Radošovice                                 |
| 2021                                       | Martomice                                  | Chlum                                      | Dalovy                                     |
| 2022                                       | Martomice                                  | Chlum                                      | Dalovy                                     |
| 2023                                       | Chlum                                      | Martomice                                  | Malovice                                   |
| 2024                                       | Martomice                                  | Chářovice                                  | Radošovice                                 |

| Pořadí družstev žen podle umístění v celkové klasifikaci | Pořadí družstev žen podle umístění v celkové klasifikaci | Pořadí družstev žen podle umístění v celkové klasifikaci | Pořadí družstev žen podle umístění v celkové klasifikaci | Pořadí družstev žen podle umístění v celkové klasifikaci |
| Poř.                                                     | Družstvo                                                 | Zlatá medaile                                            | Stříbrná medaile                                         | Bronzová medaile                                         |
| -------------------------------------------------------- | -------------------------------------------------------- | -------------------------------------------------------- | -------------------------------------------------------- | -------------------------------------------------------- |
| 1.                                                       | Daměnice A                                               | 5                                                        | 3                                                        | 0                                                        |
| 2.                                                       | Martomice                                                | 3                                                        | 2                                                        | 1                                                        |
| 3.                                                       | Zdislavice                                               | 2                                                        | 1                                                        | 0                                                        |
| 4.                                                       | Načeradec                                                | 2                                                        | 0                                                        | 2                                                        |
| 5.-6.                                                    | Malovice                                                 | 1                                                        | 2                                                        | 0                                                        |
| 5.-6.                                                    | Chlum                                                    | 1                                                        | 2                                                        | 0                                                        |
| 7.                                                       | Louňovice B                                              | 1                                                        | 1                                                        | 0                                                        |
| 8.-9.                                                    | Louňovice                                                | 1                                                        | 0                                                        | 0                                                        |
| 8.-9.                                                    | Radětice                                                 | 1                                                        | 0                                                        | 0                                                        |
| 10.                                                      | Všechlapy                                                | 0                                                        | 2                                                        | 4                                                        |
| 11.                                                      | Daměnice B                                               | 0                                                        | 2                                                        | 0                                                        |
| 12.                                                      | Jankov                                                   | 0                                                        | 1                                                        | 1                                                        |
| 13.                                                      | Chářovice                                                | 0                                                        | 1                                                        | 0                                                        |
| 14.                                                      | Dalovy                                                   | 0                                                        | 0                                                        | 3                                                        |
| 15.                                                      | Tomice A                                                 | 0                                                        | 0                                                        | 2                                                        |
| 16.-17.                                                  | Radošovice                                               | 0                                                        | 0                                                        | 2                                                        |
| 16.-17.                                                  | Sloup                                                    | 0                                                        | 0                                                        | 1                                                        |

| Pořadí družstev žen podle vítězství v závodech | Pořadí družstev žen podle vítězství v závodech | Pořadí družstev žen podle vítězství v závodech | Pořadí družstev žen podle vítězství v závodech | Pořadí družstev žen podle vítězství v závodech |
| Poř.                                           | Družstvo                                       | Zlatá medaile                                  | Stříbrná medaile                               | Bronzová medaile                               |
| ---------------------------------------------- | ---------------------------------------------- | ---------------------------------------------- | ---------------------------------------------- | ---------------------------------------------- |
| 1.                                             | Daměnice A                                     | 24                                             | 20                                             | 11                                             |
| 2.                                             | Martomice                                      | 24                                             | 6                                              | 4                                              |
| 3.                                             | Všechlapy                                      | 10                                             | 7                                              | 8                                              |
| 4.                                             | Louňovice B                                    | 10                                             | 3                                              | 1                                              |
| 5.                                             | Chlum                                          | 9                                              | 12                                             | 8                                              |
| 6.                                             | Jankov                                         | 9                                              | 6                                              | 1                                              |
| 7.                                             | Malovice                                       | 7                                              | 7                                              | 17                                             |
| 8.                                             | Načeradec                                      | 7                                              | 7                                              | 14                                             |
| 9.                                             | Dalovy                                         | 5                                              | 18                                             | 10                                             |
| 10.                                            | Zdislavice                                     | 4                                              | 12                                             | 8                                              |
| 11.                                            | Louňovice A                                    | 4                                              | 6                                              | 9                                              |
| 12.                                            | Sloup                                          | 4                                              | 2                                              | 1                                              |
| 13.                                            | Petrovice                                      | 3                                              | 3                                              | 1                                              |
| 14.                                            | Radošovice                                     | 2                                              | 7                                              | 5                                              |
| 15.                                            | Daměnice B                                     | 2                                              | 7                                              | 2                                              |
| 16.                                            | Radětice                                       | 2                                              | 2                                              | 3                                              |
| 17.                                            | Ratměřice                                      | 2                                              | 1                                              | 4                                              |
| 18.                                            | Chářovice                                      | 2                                              | 1                                              | 3                                              |
| 19.–20.                                        | Malé Přílepy                                   | 2                                              | 0                                              | 1                                              |
| 19.–20.                                        | Dvorce                                         | 2                                              | 0                                              | 1                                              |
| 21.                                            | Tomice                                         | 1                                              | 4                                              | 2                                              |
| 22.                                            | Bystřice                                       | 1                                              | 3                                              | 4                                              |
| 23.                                            | Martinice                                      | 1                                              | 2                                              | 9                                              |
| 24.                                            | Šponky Chářovice                               | 1                                              | 2                                              | 0                                              |
| 25.                                            | Makov                                          | 1                                              | 1                                              | 1                                              |
| 26.–28.                                        | Kamenice n. Lipou                              | 1                                              | 0                                              | 0                                              |
| 26.–28.                                        | Chrášťany                                      | 1                                              | 0                                              | 0                                              |
| 26.–28.                                        | Vranovice                                      | 1                                              | 0                                              | 0                                              |

### Kategorie PS 12
| Přehled vítězů jednotlivých ročníků (muži – PS 12) | Přehled vítězů jednotlivých ročníků (muži – PS 12) | Přehled vítězů jednotlivých ročníků (muži – PS 12) | Přehled vítězů jednotlivých ročníků (muži – PS 12) |
| Ročník                                             | Vítěz                                              | 2. místo                                           | 3. místo                                           |
| -------------------------------------------------- | -------------------------------------------------- | -------------------------------------------------- | -------------------------------------------------- |
| 2018                                               | Miřetice                                           | Rennotor Dalovy                                    | Netvořice                                          |
| 2019                                               | Rennotor Dalovy                                    | Miřetice                                           | -                                                  |
| 2020                                               | Přibyšice                                          | -                                                  | -                                                  |
| 2021                                               | (kategorie zrušena)                                | (kategorie zrušena)                                | (kategorie zrušena)                                |

| Pořadí družstev mužů podle vítězství v závodech (PS 12) | Pořadí družstev mužů podle vítězství v závodech (PS 12) | Pořadí družstev mužů podle vítězství v závodech (PS 12) | Pořadí družstev mužů podle vítězství v závodech (PS 12) | Pořadí družstev mužů podle vítězství v závodech (PS 12) |
| Poř.                                                    | Družstvo                                                | Zlatá medaile                                           | Stříbrná medaile                                        | Bronzová medaile                                        |
| ------------------------------------------------------- | ------------------------------------------------------- | ------------------------------------------------------- | ------------------------------------------------------- | ------------------------------------------------------- |
| 1.                                                      | Rennotor Dalovy                                         | 7                                                       | 6                                                       | 1                                                       |
| 2.                                                      | Miřetice                                                | 7                                                       | 2                                                       | 1                                                       |
| 3.                                                      | Přibyšice                                               | 3                                                       | 0                                                       | 0                                                       |
| 4.                                                      | Netvořice                                               | 2                                                       | 2                                                       | 2                                                       |
| 5.                                                      | Dražice                                                 | 1                                                       | 0                                                       | 1                                                       |
| 6.                                                      | Chotčiny                                                | 1                                                       | 0                                                       | 1                                                       |

## Rekordy
Muži
| Družstvo        | Čas   | Datum     | Místo     |
| --------------- | ----- | --------- | --------- |
| Žďár            | 17,06 | 2008      | Načeradec |
| Jankov          | 17,02 | 1.9.2012  | Bystřice  |
| Chářovice A     | 16,96 | 10.8.2013 | Načeradec |
| Jankov          | 16,80 | 7.9.2013  | Bystřice  |
| Bezděkov p. Tř. | 16,28 | 7.6.2014  | Bukovany  |

Ženy
| Družstvo    | Čas   | Datum     | Místo      |
| ----------- | ----- | --------- | ---------- |
| Louňovice   | 22,10 | 2008      | Načeradec  |
| Louňovice   | 20,78 | 2008      | Zdislavice |
| Načeradec   | 19,51 | 2008      | Bystřice   |
| Daměnice    | 19,50 | 2011      | Načeradec  |
| Bystřice    | 19,28 | 2011      | Zdislavice |
| Dvorce      | 17,17 | 2011      | Všechlapy  |
| Louňovice B | 16,38 | 5.7.2015  | Chářovice  |
| Louňovice B | 16,31 | 8.8.2015  | Načeradec  |
| Martomice   | 16,17 | 3.7.2022  | Makov      |
| Martomice   | 16,05 | 31.8.2024 | Nalžovice  |

Muži (PS 12)
| Družstvo        | Čas   | Datum     | Místo      |
| --------------- | ----- | --------- | ---------- |
| Miřetice        | 24,63 | 30.6.2018 | Drahňovice |
| Rennotor Dalovy | 24,15 | 1.6.2019  | Drahňovice |

## All-stars team
Na konci poslední soutěže sezony se pořádá exhibiční útok týmu All-star BNL, který je složen z běžců vybraných na základě hlasování jednotlivých družstev. Hlasování probíhá během předposlední soutěže sezony.
Muži
| Ročník | Koš                                | Savice                              | Stroj                              | Béčka                                       | Rozdělovač                       | Levý proud                       | Pravý proud                         | Videozáznam |
| ------ | ---------------------------------- | ----------------------------------- | ---------------------------------- | ------------------------------------------- | -------------------------------- | -------------------------------- | ----------------------------------- | ----------- |
| 2012   | Petr Kirchner (Jankov)             | Pavel Hrubý (Jankov)                | Jaroslav Lundák (Radětice)         | Václav Petran (Jankov)                      | Milan Pádivý (Chářovice)         | ? (Radětice)                     | Jiří Novák (Jankov)                 |             |
| 2013   | Petr Kirchner (Jankov)             | Pavel Hrubý (Jankov)                | Jaroslav Lundák (Radětice)         | Václav Petran (Jankov)                      | Milan Pádivý (Chářovice)         | ? (Chářovice)                    | Jiří Novák (Jankov)                 |             |
| 2014   | Petr Kirchner (Jankov)             | Pavel Hrubý (Jankov)                | Miroslav Míka (Zdislavice)         | Václav Petran (Jankov)                      | Daniel Hromas (Zdislavice)       | Hynek Míka (Zdislavice)          | Jiří Novák (Jankov)                 |             |
| 2015   | Petr Kirchner (Jankov)             | Pavel Hrubý (Jankov)                | Miroslav Míka (Zdislavice)         | ? (Chářovice)                               | Miroslav Štěpánek (Chářovice)    | Hynek Míka (Zdislavice)          | Jiří Novák (Jankov)                 |             |
| 2016   | Daniel Košata (Drahňovice)         | Lukáš Košata (Drahňovice)           | Miroslav Míka (Zdislavice)         | Tomáš Plevka (Louňovice)                    | Tomáš Martínek (Zdislavice)      | Milan Pádivý (Špona Chářovice)   | Miroslav Štěpánek (Špona Chářovice) |             |
| 2017   | Daniel Košata (Drahňovice)         | Lukáš Košata (Drahňovice)           | Roman Štěpán (Špona Chářovice)     | Michal Krpelán (Špona Chářovice)            | Tomáš Martínek (Chmelná)         | Milan Pádivý (Špona Chářovice)   | Miroslav Štěpánek (Tomice)          |             |
| 2018   | Václav Petran (Jankov)             | Pavel Hrubý (Jankov)                | Michal Karas (Jankov)              | Michal Krpelán (Špona Chářovice)            | Tomáš Martínek (Chmelná)         | Martin Deré (Jankov)             | Miroslav Štěpánek (Tomice)          |             |
| 2019   | Miroslav Lalouček (Daměnice)       | Jaroslav Chomát (Daměnice)          | Roman Štěpán (Špona Chářovice)     | Michal Krpelán (Špona Chářovice)            | Tomáš Martínek (Chmelná)         | Miroslav Štěpánek (Tomice)       | Martin Šípek (Tomice)               |             |
| 2020   | Ondřej Adam (Drahňovice)           | Lukáš Košata (Drahňovice)           | Lukáš Kůžel (Drahňovice)           | Michal Krpelán (Špona Chářovice/Drahňovice) | Tomáš Martínek (Špona Chářovice) | Tomáš Sirotek (Křížkový Újezdec) | Martin Šípek (Tomice)               |             |
| 2021   | Petr Janský (Sedlčany)             | Petr Pilík (Sedlčany)               | František Čermák (Sedlčany)        | Václav Petran (Špona Chářovice)             | Tomáš Martínek (Špona Chářovice) | Jan Pavlík (Sedlčany)            | Petr Šejba (Sedlčany)               |             |
| 2022   | Pavel Fiřt (Bezděkov p. Třemšínem) | Petr Štětka (Bezděkov p. Třemšínem) | Petr Peták (Bezděkov p. Třemšínem) | Michal Krpelán (Drahňovice)                 | Daniel Košata (Drahňovice)       | Miroslav Štěpánek (Tomice)       | Jiří Hergesell (Daměnice)           |             |
| 2023   | Pavel Fiřt (Bezděkov p. Třemšínem) | Petr Štětka (Bezděkov p. Třemšínem) | Petr Peták (Bezděkov p. Třemšínem) | Tomáš Fiala (Bezděkov p. Třemšínem)         | Ondřej Mašek (Nalžovice)         | Miroslav Štěpánek (Tomice)       | Jakub Čermák (Nalžovice)            |             |

Ženy
| Ročník | Koš                             | Savice                         | Stroj                               | Béčka                        | Rozdělovač                        | Levý proud                          | Pravý proud                        | Videozáznam |
| ------ | ------------------------------- | ------------------------------ | ----------------------------------- | ---------------------------- | --------------------------------- | ----------------------------------- | ---------------------------------- | ----------- |
| 2012   | ? (Jankov)                      | ? (Jankov)                     | ? (Jankov)                          | ? (Jankov)                   | Klára Adamovská (Všechlapy)       | ? (Dalovy)                          | Martina Lenhartová (Daměnice)      |             |
| 2013   | ? (Jankov)                      | ? (Jankov)                     | Anna Kňazíková (Daměnice)           | Andrea Kadlecová (Louňovice) | Klára Adamovská (Všechlapy)       | Anna Dietrichová (Jankov)           | Tereza Kirchner Berlová (Daměnice) |             |
| 2014   | Zuzana Hloušková (Daměnice)     | Monika Kahounová (Daměnice)    | Zdeňka Aubrechtová (Všechlapy)      | ? (Jankov)                   | Klára Adamovská (Louňovice)       | Anna Dietrichová (Jankov)           | Martina Lenhartová (Daměnice)      |             |
| 2015   | Jana Fialová (Louňovice)        | Petra Kožíšková (Louňovice)    | Zdeňka Aubrechtová (Dalovy)         | ? (Jankov)                   | Kristýna Ječmenová (Louňovice)    | Tereza Kirchner Berlová (Louňovice) | Klára Adamovská (Louňovice)        |             |
| 2016   | Zuzana Hloušková (Daměnice)     | Libuše Jíšová (Daměnice)       | Zdeňka Aubrechtová (Dalovy)         | Dominika Holubová (Sloup)    | Aneta Karasová (Zdislavice)       | Kateřina Špalová (Makov)            | Klára Adamovská (Louňovice)        |             |
| 2017   | Dana Brožová (Zdislavice)       | Kateřina Černická (Zdislavice) | Lucie Vlachová (Malovice)           | Monika Švecová (Martinice)   | Aneta Karasová (Zdislavice)       | Lucie Volková (Malovice)            | Barbora Martínková (Zdislavice)    |             |
| 2018   | Dana Brožová (Zdislavice)       | Marie Kotová (Zdislavice)      | Terezie Zvárová Habalová (Daměnice) | Adéla Vrabcová (Dalovy)      | Kateřina Šandová (Chlum)          | Barbora Martínková (Zdislavice)     | Iveta Filipová (Daměnice)          |             |
| 2019   | Denisa Majtaníková (Radošovice) | Markéta Babková (Radošovice)   | Lucie Vlachová (Malovice)           | Adéla Kaprálková (Malovice)  | Kateřina Šandová (Chlum)          | Jana Blandová (Martomice)           | Barbora Martínková (Chlum)         |             |
| 2020   | Denisa Blandová (Martomice)     | Zlata Zdražilová (Martomice)   | Lucie Vlachová (Malovice)           | Adéla Vrabcová (Dalovy)      | Ivana Novotná (Dalovy)            | Jana Blandová (Martomice)           | Barbora Martínková (Chlum)         |             |
| 2021   | Denisa Blandová (Martomice)     | Zlata Zdražilová (Martomice)   | Jitka Novotná (Dalovy)              | Veronika Šebková (Martomice) | Ivana Novotná (Dalovy)            | Jana Blandová (Martomice)           | Barbora Martínková (Chlum)         |             |
| 2022   | Denisa Blandová (Martomice)     | Zlata Zdražilová (Martomice)   | Kateřina Černická (Chlum)           | Adéla Kaprálková (Malovice)  | Michaela Fürbacherová (Ratměřice) | Květa Davídková (Martomice)         | Tereza Šebková (Chlum)             |             |
| 2023   | Denisa Blandová (Martomice)     | Karolína Fukalová (Malovice)   | Kateřina Černická (Chlum)           | Adéla Kaprálková (Malovice)  | Kateřina Šandová (Chlum)          | Magdalena Čechová (Malovice)        | Jana Blandová (Tomice)             |             |

## Ankety
Na konci každé sezony probíhají ankety v několika kategoriích:
- Soutěž roku – probíhá formou bodování jednotlivých soutěží
- Překvapení sezony – každé družstvo hlasuje pro jiné družstvo v rámci své kategorie
- Černý kůň pro následující sezonu – hlasuje se stejně, jako pro překvapení sezony
- Nejsympatičtější tým – družstva mužů hlasují pro družstva žen, a naopak

Vítězové anket jsou vyhlášeni v průběhu závěrečného slavnostního vyhlášení.
| Ročník | Soutěž roku           | Muži              | Muži             | Muži                  | Ženy              | Ženy       | Ženy                 |
| Ročník | Soutěž roku           | Překvapení sezony | Černý kůň        | Nejsympatičtější tým  | Překvapení sezony | Černý kůň  | Nejsympatičtější tým |
| ------ | --------------------- | ----------------- | ---------------- | --------------------- | ----------------- | ---------- | -------------------- |
| 2012   | ?                     | ?                 | ?                | ?                     | ?                 | ?          | ?                    |
| 2013   | ?                     | Zdislavice        | Bukovany         | Chářovice             | Všechlapy         | Všechlapy  | Daměnice             |
| 2014   | Bukovany              | Zdislavice A      | Chářovice A      | Bezděkov p. Třemšínem | Martinice         | Střezimíř  | Martinice            |
| 2015   | Louňovice p. Blaníkem | Sloup             | Louňovice        | Drahňovice            | Petrovice         | Zdislavice | Makov                |
| 2016   | Louňovice p. Blaníkem | Ctiboř            | Drahňovice       | Chářovice A           | Daměnice          | Dalovy     | Martinice            |
| 2017   | Křivsoudov            | Tomice            | Radošovice       | Drahňovice            | Malovice          | Načeradec  | Všechlapy            |
| 2018   | Miřetice              | Tomice            | Tomice           | Drahňovice            | Chlum             | Ratměřice  | Daměnice             |
| 2019   | Miřetice              | Daměnice          | Křížkový Újezdec | Malovice              | Martomice         | Makov      | Martomice            |
| 2020   | Miřetice              | Křížkový Újezdec  | Ctiboř           | Drahňovice            | Střezimíř         | Střezimíř  | Malovice             |

## Statistiky ligy
| Ročník | Počet soutěží | Počet družstev | Počet družstev | Nejrychlejší čas | Nejrychlejší čas |
| Ročník | Počet soutěží | Muži           | Ženy           | Muži             | Ženy             |
| ------ | ------------- | -------------- | -------------- | ---------------- | ---------------- |
| 2008   | 4             | 24             | 11             | 17,06            | 19,51            |
| 2009   | 5             | 30             | 18             | 18,15            | 20,83            |
| 2010   | 6             | 33             | 18             | 17,94            | 19,78            |
| 2011   | 7             | 21             | 16             | 17,11            | 17,17            |
| 2012   | 8             | 21             | 12             | 16,75            | 18,10            |
| 2013   | 9             | 23             | 13             | 16,80            | 17,48            |
| 2014   | 11            | 54             | 22             | 16,28            | 17,26            |
| 2015   | 10            | 23             | 15             | 16,63            | 16,38            |
| 2016   | 10            | 26             | 15             | 16,66            | 16,75            |
| 2017   | 9             | 22             | 9              | 16,91            | 17,07            |
| 2018   | 10            | 24             | 13             | 16,31            | 17,04            |
| 2019   | 10            | 18             | 14             | 16,49            | 16,87            |
| 2020   | 6             | 25             | 14             | 16,79            | 17,11            |
| 2021   | 9             | 19             | 10             | 16,64            | 16,61            |
| 2022   | 8             | 16             | 10             | 16,46            | 16,17            |
| 2023   | 10            | 16             | 9              | 16,33            | 16,50            |
| 2024   | 10            | 12             | 10             | 16,45            | 16,05            |

### Pořadatelství
Od prvních ročníků ligy se počet soutěží postupně navyšoval. Nejvíce soutěží se pořádalo v roce 2014, kdy bylo součástí BNL 11 soutěží. V dalších sezonách se počet pořadatelů ustálil a každý rok se pořádá 9–10 soutěží BNL.
Soutěže se obvykle pořádají v sobotu, případně je v rámci jednoho víkendu pořádáno i nedělní kolo. Byly pořádána také dvojkola jednodenní, kdy se konala denní soutěž, po které následovala soutěž noční. V roce 2016 se konala sobotní soutěž BNL v Nalžovicích (okres Příbram), kde následovala další den soutěž v rámci Brdské ligy.
V současnosti již pouze jeden ze čtyř zakladatelských sborů (Načeradec) pořádá BNL každoročně. Ostatní zakladatelské sbory pořádaly BNL naposledy v roce 2014 (Bystřice), 2017 (Zdislavice) a 2018 (Všechlapy). 
Nejvíce nových pořadatelů přibylo v sezoně 2018, kdy se Benešovská hasičská liga pořádala poprvé na 3 nových místech – v Drahňovicích, Makově a v Miřeticích. V sezoně 2020 byly zrušeny 4 z 10 soutěží z důvodu pandemie covidu-19. Zbývající soutěže byly uspořádány v náhradních termínech v druhé polovině července a v srpnu. V roce 2024 se poprvé pořádá víkendové dvojkolo (sobota a neděle) na jedné dráze, a to v při závěru ročníku v Nalžovicích.